# Poema sul disastro di Lisbona
Il Poema sul disastro di Lisbona, o dell'esame dell'assioma "Tutto è bene" è un poema di Voltaire che tratta il terremoto di Lisbona del 1755.

## Argomento

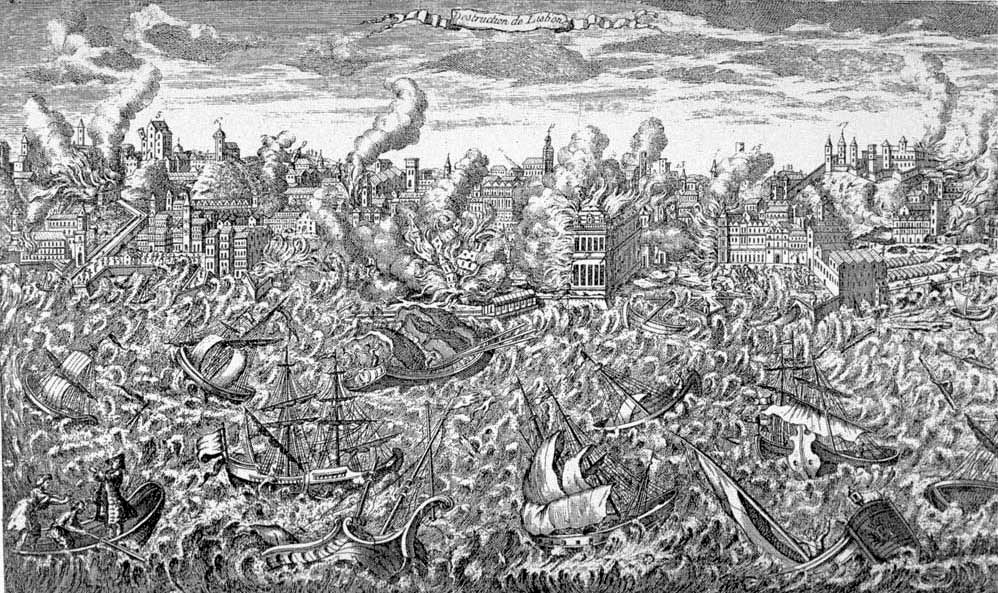
Incisione raffigurante il terremoto di Lisbona

Il 1º novembre 1755 la capitale portoghese fu colpita da uno dei più disastrosi terremoti mai registrati. Tale catastrofe, oltre a lasciare la città distrutta e circa 30.000 vittime, avviò in tutta Europa una sistematica riflessione sul problema del male, nota come "filosofia del disastro".
Vari pensatori, tra cui in particolare Leibniz, avevano postulato quale quello presente fosse "il migliore dei mondi possibili"; tale visione ottimistica era stata già in precedenza duramente contestata da Voltaire. Il terremoto di Lisbona non fece che rafforzare le concezioni fortemente pessimistiche del filosofo francese, che di lì a poco vi avrebbe fatto ritorno scrivendo il Candido, ove però il tema è svolto in maniera satirica.

## Genesi
Voltaire iniziò la stesura dell'opera non appena la notizia del sisma giunse a Ginevra, ove allora si trovava, lavorandovi tra il finire del 1755 e l'inizio del 1756 e diffondendo la prima bozza all'interno della sua cerchia di conoscenti. Comparvero dapprima varie edizioni non autorizzate, stampate a Parigi, Londra e Amsterdam. La prima edizione autorizzata dall'autore fu stampata a Ginevra da Gabriel Cramer nel marzo 1756. La versione finale contava 234 versi e conteneva una prefazione e delle note.